# Неонатологія

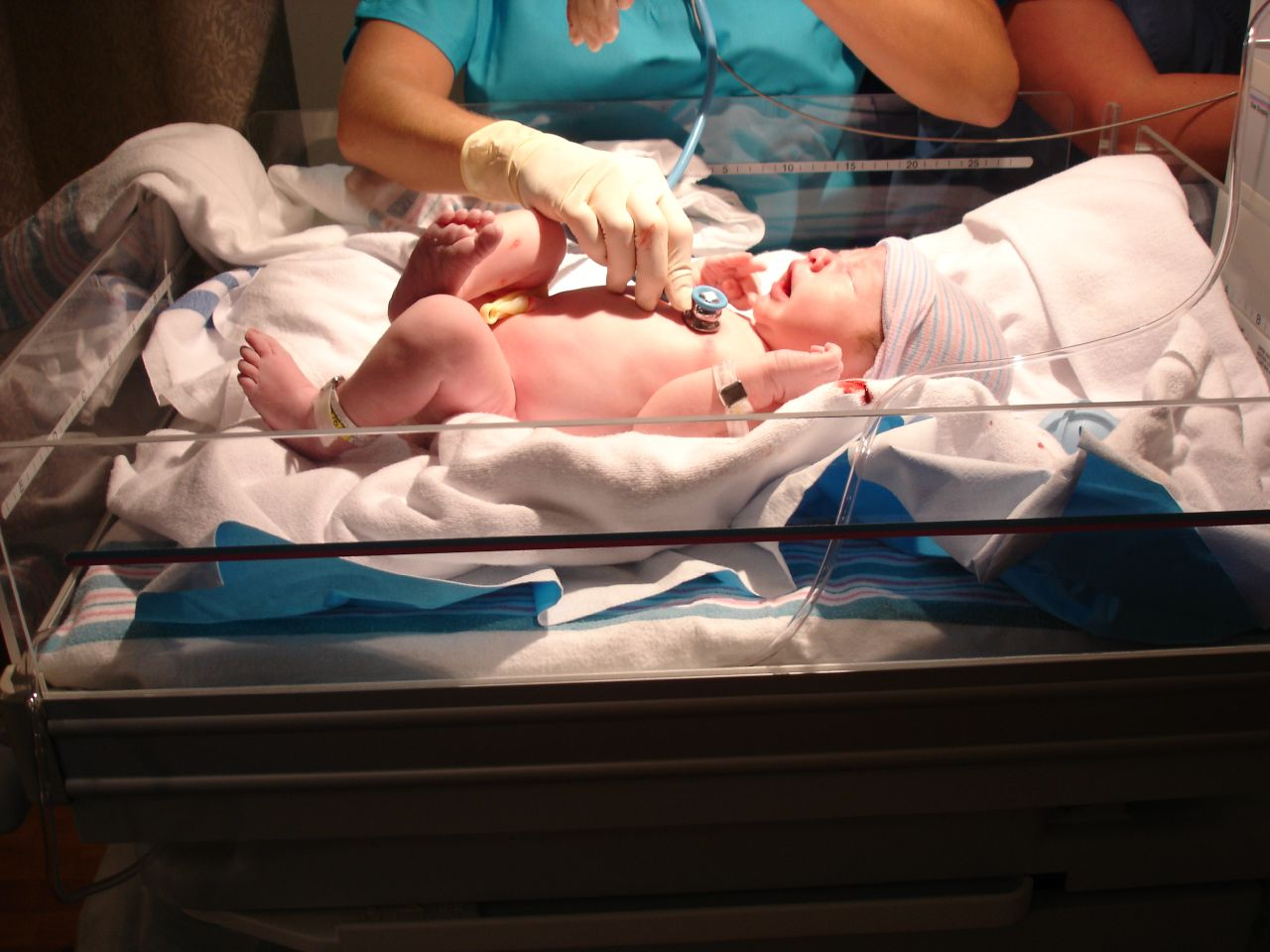
Огляд новонародженого

Неонатоло́гія (від грец. neo — новий +лат. natus — народження) — розділ медицини, що вивчає немовлят та новонароджених, їхнє зростання та розвиток, їхні захворювання та патологічні стани.
Визначено, що основним завданням неонатології є збереження життя і здоров'я дітей у віці від народження до 28 діб життя. Вважається, що цей віковий період людини є найважливішим у збереженні її життя і забезпеченні подальшого розвитку.

## Історія
Неонатологія відокремилась з педіатрії та акушерства наприкінці XIX — початку XX ст. Перший американський підручник з недоношеності був виданий у 1922 році. 1952 року Вірджинія Апгар описала шкалу Апгар як засіб оцінки стану новонародженого.
У 1960-х роках із появою штучної вентиляції легень новонароджених розпочався стрімкий підйом неонатології. Це дозволило боротися за виживання дітей з великим ступенем недоношеності.
Терміни неонатологія та неонатолог запропонував американський педіатр Александр Шаффер у 1960 році в посібнику «Хвороби новонароджених».

### Книги
- Неонатологія: навч. посіб. / А. А. Замазій, М. Д. Камбур, О. Л. Нечипоренко та ін. — Суми: Мрія, 2017. — 140 с. — ISBN 966-473-226-7.
- Неонатологія: навч. посіб. для практ. занять зі студ. мед. ф-тів вищих мед. навч. закл. III—IV рівня акредитації / Л. О. Безруков [та ін.] ; Буковинська держ. медична академія. — Чернівці, 2000. — 236 с. — ISBN 966-573-186-6

### Журнали
- Неонатологія, хірургія та перинатальна медицина
- Neonatology
- Pediatrics and Neonatology
- Journal of Neonatology